# Maelle Frascari
Maelle Frascari (1º dicembre 1995) è una velista italiana che compete nella classe velica Nacra 17.
Ha vinto una medaglia d'oro ad Auckland in Nuova Zelanda nel Campionato Mondiale di Nacra 17 del 2019.

## Palmarès internazionale
| Campionato Mondiale | Campionato Mondiale      | Campionato Mondiale | Campionato Mondiale |
| Anno                | Luogo                    | Medaglia            | Classe              |
| ------------------- | ------------------------ | ------------------- | ------------------- |
| 2019                | Auckland (Nuova Zelanda) | Oro                 | Nacra 17            |
| Campionato Europeo  |                          |                     |                     |
| Anno                | Luogo                    | Medaglia            | Classe              |
| 2020                | Attersee (Austria)       | Bronzo              | Nacra 17            |